# Hyphoraia dejeani
Hyphoraia dejeani là một loài bướm đêm thuộc phân họ Arctiinae, họ Erebidae.